# Venus din Lespugue
Venus din Lespugue este o figurină Venus, o statuetă a unei figuri feminine nude din Gravetian, datată la o vechime de 26.000-24.000 de ani în urmă.

## Descoperire
A fost descoperită în 1922 în peștera Rideaux din Lespugue (Haute-Garonne), la poalele Pirineilor, de către René de Saint-Périer (1877-1950). Are aproximativ 15 cm înălțime, este sculptată din fildeș și a fost deteriorată în timpul săpăturilor. 

## Caracteristici
Dintre toate figurinele Venus descoperite din Paleoliticul superior, Venus din Lespugue, dacă reconstrucția corespunde adevărului,  pare să prezinte cele mai exagerate caracteristici sexuale secundare feminine, în special sânii extrem de mari, pendulari.
Potrivit expertei textile Elizabeth Wayland Barber, statueta afișează cea mai veche reprezentare descoperită din fir filat, întrucât cioplitul arată o fustă agățată de sub șolduri, din fibre răsucite, frântă la capăt.